# Torre Beltrans
La Masía Fortificada Torre Beltrans, también conocida como Torre Beltrans, se encuentra ubicada en el municipio de Ares del Maestre, en la comarca del Alto Maestrazgo, en la provincia de Castellón, en concreto, en la falda sur de la Sierra En Celler; a unos 100 metros del llamado Hostalet de Benasal. Se trata de un monumento catalogado por declaración genérica, como Bien de Interés Cultural, con número de anotación ministerial R-I-51-0009741, y fecha de anotación 13 de mayo de 2008, según queda reflejado en la Ficha BIC de la Dirección General de Patrimonio Cultural de la Generalidad Valenciana.

## Historia
El lugar que ocupa la masía fortificada debió ser el mismo que vio construida una antigua alquería musulmana. Por ello se puede afirmar que es una de las masías más antiguas y al tiempo de las más grandes, de la zona.
Posiblemente la torre actual se construyera en tiempos de Pedro Beltrán (siglo XVI), quien la ocuparía, viviendo en la misma junto con su familia, según información que se puede extraer de los judiciarios de Ares de dicha época.

## Descripción
Este tipo de conjunto arquitectónico rural tenía dos zonas claramente diferenciadas, por una parte estaba la masía y por otra la torre. La torre se adapta a las necesidades del uso residencial que se hacía de ella, representando el edificio principal de la explotación agraria, pese a que en un primer momento tuvo también un destacado papel defensivo. Así masía y torre evolucionan de manera distinta al paso del tiempo a su especialización de uso.
Hoy en día, la torre tiene adosada una ampliación y pueden contemplarse a su lado dos construcciones más modernas. La torre presenta una construcción de base cuadrada con cuatro pisos y cubierta con tejas; en la planta baja se encuentra, situada en un lateral, la puerta de entrada, al tiempo que nos encontramos las cuadras y el almacén de aperos de labranza. Se trata de una construcción sólida, fundada sobre arcadas de sillería. La vivienda y los graneros, se encontraban en los pisos superiores, a los cuales se accedía por una escalera. Las ventanas del último piso servían de troneras.
Durante el siglo XVI las torres masías se asocian a los palomares que se sitúan en la cubierta, lo cual les hace adoptar aspecto muy concreto, con pilones a modo de almenas de resonancias militares. Además estos palomares podían cumplir funciones de aviso ante ataques.
Según datos del Nomenclátor de la Comunidad Valenciana del año 2005, en la masía Torre-Beltran viven alrededor de 31 habitantes, aunque se sabe que algunos de los censados viven en otras ciudades.